# ヨハン・アルベルト・レーゲル
ヨハン・アルベルト・レーゲル（Johann Albert Regel、ロシア語表記：Иоанн-Альберт Регель、1845年12月12日 - 1908年7月6日）は、スイス生まれで、ロシアで働いた医師、植物学者、中央アジアの研究者、考古学者である。

## 生涯
チューリッヒで生まれた。父親のエドゥアルト・アウグスト・フォン・レーゲル（Eduard August von Regel:1815年-1892年）はドイツ生まれで、スイス、ロシアで働いた植物学者で1855年からサンクトペテルブルクの帝立植物園の上級植物学者、園長を務めた人物である。当時ロシア領であったイリ地方のグルジャ市で医師として働いた。1879年から1880年の間、トルファンの探検を行い、トルファン地域の仏教遺跡や遺物を報告した。
タジキスタンのカラテジン（Karategin）やダルヴァズ（Darwaz）も訪れた。

## 著作
- Beitrag zur Geschichte des Schierlings und Wasserschierlings. - Moskau, 1877. 外部リンク：Universitäts- und Landesbibliothek Düsseldorf
- Reisen in Central-Asien, 1876-79.  Dr. A. Petermann's Mittheilungen aus Justus Perthes' Geographischer Anstalt; 25巻  1879, S.376-384 、408-417. Justus Perthes, Gotha 1879に収録
- Meine Expedition nach Turfan 1879.  Dr. A. Petermann's Mittheilungen aus Justus Perthes' Geographischer Anstalt; 27巻 1881, S.380-394. Justus Perthes, Gotha 1881に収録